# Dal Khalsa

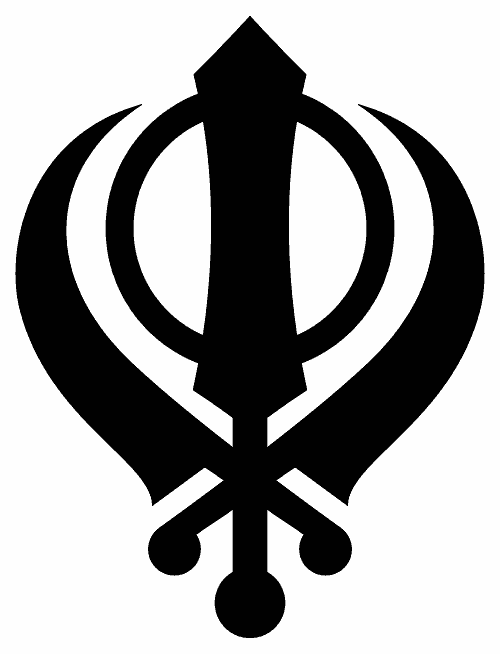
Logo Dal Khalsa

Dal Khalsa est une armée sikhe qui a officié au XVIIIe siècle dans les contrées du Pendjab. Elle a permis aux Sikhs de gagner de nombreuses batailles dans la seconde moitié du XVIIIe siècle dans le nord-ouest de l'Inde. En 1748, le jour anniversaire de Baisakhi, Nawab Kappor Singh a créé une armée permanente pour remplacer le Taruna Dal (une armée de jeunes hommes) qui se réunissait alors qu'en cas d'urgence ; cette troupe avait été mise en place vers 1733 par Nawab Kapur Singh et avait évolué en 65 groupes distincts. Un gurmatta (une décision touchant toute la communauté sikhe) a été adopté pour unifier l'armée sikhe appelée désormais Dal Khalsa dirigé par Jassa Singh Aluwalia. Elle a été divisée en onze unités (les misls) avec chacune son propre commandant et sa propre bannière.
Les onze unités sont les suivantes :
- Aluwalia, sous les ordres de Jassa Singh Aluwalia,
- Fyzullapuria ou Singhpuria, avec à leur tête Nawab Kapoor Singh,
- Sukerchakia, sous les ordres de Naudh Singh du village de Sukerchakia,
- Nishanwalia, sous les ordres de Dasaundha Singh, porte-étendard du Dal Khalsa,
- Bhangi, sous les ordres de Hari Singh, (son successeur comme chef de file avait une addiction au bhang, et au haschich, d'où le nom),
- Kanhaya, sous les ordres de Jai Singh du village Khana,
- Nakkai, sous les ordres de Hari Singh, de la région appelée Nakka près de Lahore,
- Dallewalia, sous les ordres de Gulab Singh du village du même nom,
- Shaheed, sous les ordres de Deep Singh,
- Karora Singhia, sous les ordres de Karora Singh,
- Ramgarhia, sous les ordres de Nand Singh.

Les recrues pouvaient rejoindre le misl de leur choix. Ceux-ci n'étaient pas égaux en taille, bien que le nom soit dérivé d'un mot arabe signifiant égal. Les troupes au total du Dal Khalsa était estimé à 70 000 hommes qui étaient sous le contrôle indirect de l'assemblée biannuelle de la communauté sikhe dénommée Sarbat Khalsa.
Certains historiens ont écrit que cette force était formidablement offensive pour le peuple sikh. Aujourd'hui un parti politique au Penjab porte ce nom.